# Hołhocze
Hołhocze (ukr. Голгоча) – wieś w rejonie tarnopolskim obwodu tarnopolskiego, założona w 1445 r. 
W II Rzeczypospolitej miejscowość była siedzibą gminy wiejskiej Hołhocze w powiecie podhajeckim województwa tarnopolskiego.  
W latach 1944–1945 nacjonaliści ukraińscy z OUN-UPA zamordowali tutaj 22 Polaków.

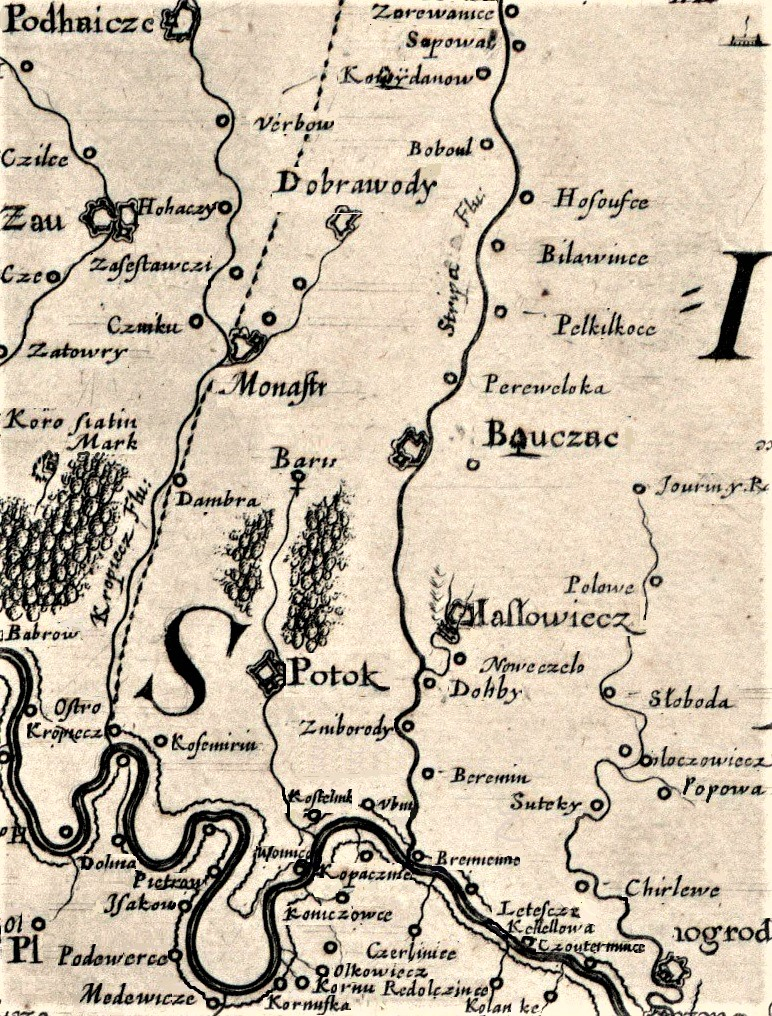
Hohaczy na mapie z 1650 r.

Wieś liczy 2144 mieszkańców.
Do 2020 w rejonie podhajeckim.